# اوجو لوکاتلی
اوجو لوکاتلی (به ایتالیایی: Ugo Locatelli) بازیکن فوتبال و اهل ایتالیا است 

## تیم ملی
از سال ۱۹۳۶ میلادی عضو تیم ملی فوتبال ایتالیا بوده و در ۲۲ بازی ملی حضور داشته‌است. او در بازی‌های ملی‌اش گلی به ثمر نرساند.
اوجو لوکاتلی آخرین بازی ملی خود را در سال ۱۹۴۰ میلادی انجام داد.